# Стеблёв
Стеблёв (укр. Стеблів) — посёлок в Корсунь-Шевченковском районе Черкасской области Украины. Является административным центром Стеблёвского поселкового совета.

## Географическое положение
Посёлок находится в 16 км от районного центра, города Корсунь-Шевченковский (по автодорогам), до областного центра Черкассы — 70 км.
Стеблёв расположен в юго-восточной части Приднепровской возвышенности над рекой Рось, протекающей через посёлок, также в этом месте в реку впадают два её притока Боровица и Хоробра.

## История

### Древняя Русь
Стеблёв имеет давнюю историю. На его территории обнаружены поселения трипольской культуры, также сохранились остатки двух поселений скифского времени и раннеславянское поселение черняховской культуры. Поблизости от посёлка сохранилось городище времён княжества[какого?] Древнерусского государства.
В 1036 году князь Ярослав Мудрый побывал на месте будущей крепости Стеблёв, которая была частью Поросской оборонительной линии на юге Киевской Руси. Позднее крепость была разрушена татаро-монголами.

### Речь Посполитая
Во времена, когда Стеблёв входил в Киевское воеводство Речи Посполитой, ему было предоставлено магдебургское право.
В 1616 году в Стеблёве проживало 100 мещанских и 400 казацких семей. Вместе с окружающими хуторами городок входил в Корсунское староство.
В 1638 году в Стеблёв вошел отряд Карпа Скидана. Многие стеблёвцы присоединились к нему.
После начала в 1648 году восстания Хмельницкого Стеблёв стал сотенным городком Корсунского полка.
Во время восстания под руководством Василия Дрозда в 1664 году Стеблёв был окружен, захвачен и разрушен польскими войсками Стефана Чарнецкого. В соответствии с Андрусовским миром 1667 года город остался в составе Польши.
В 1674 году Стеблёв отошёл к России, но позже остался в составе Польши. С 1685 по 1712 год — сотенный город в составе Богуславского полка.
В 1702 году повстанческое войско во главе с полковником Захаром Искрой освободило Стеблёв от польских властей, но Прутскому мирному договору 1711 года между Турцией и Россией городок вновь отошёл Речи Посполитой.

### Российская империя: 1793—1917
После второго раздела Речи Посполитой в 1793 году Стеблёв вошёл в состав Российской империи.
С 1837 года — местечко.
В первой половине XIX века здесь развивается промышленность. Суконную фабрику, построенную в 1818 году в селе Великие Прицки, помещик Головинский перевел в 1845 году в Стеблёв. На предприятии работало около 500 человек. В 1844 году был основан сахарный и рафинадный заводы. С 1888 года начала работать слесарная мастерская, которая позже превратилась в чугунолитейный завод.
В 1900 году здесь открылась одноклассная министерская школа, в которую пошло 15 детей.

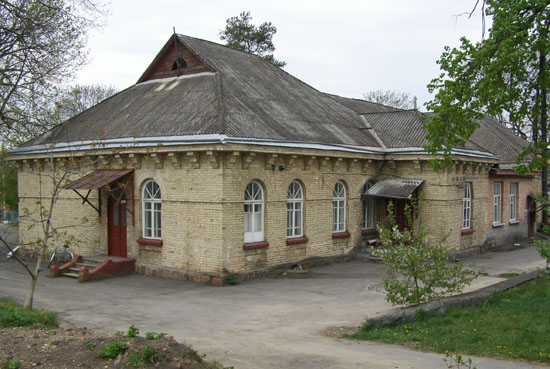
Земская больница в Стеблёве

В 1901 году Стеблев был местечком Шендеровской волости Каневского уезда Киевской губернии с населением 5658 жителей, здесь действовали свеклосахарный и рафинадный заводы, суконная фабрика, механическое заведение, два кирпичных завода, крупчатка, шесть водяных и несколько ветряных мельниц, народное училище, больница, аптека, православная церковь, католическая часовня, пять еврейских молитвенных домов. Земская больница находилась в частном доме, имела две палаты (мужскую и женскую), каждая на 5 кроватей, небольшую аптеку и обслуживала 50 сёл. При больнице работали один врач и фельдшер. Имелась церковно-приходская школа.
В ходе первой русской революции 1 мая 1906 года в Стеблёве забастовали рабочие суконной фабрики и мельниц. Забастовка была подавлена, а её организаторы во главе с Т. Руденко были арестованы и приговорены к каторге в Сибири.

### Советский период: 1918—1991
В январе 1918 года в Стеблёве была установлена советская власть, но уже в марте 1918 года селение оккупировали немецкие войска. В дальнейшем, Стеблёв оказался в зоне боевых действий гражданской войны.
В ходе административной реформы 1923 года в апреле 1923 года Стеблёв вошёл в состав Шендеровского района, а в ноябре 1924 стал центром Стеблёвского района. В 1925 году была полностью отстроена суконная фабрика. Сахарный и чугунолитейный заводы решено было ликвидировать как нерентабельные.
В 1926 году создано восемь товариществ совместной обработке земли (ТСОЗ): «Храбрая», «Заросянское единство», «Бедняк», «Выгода», «Ключ», «Оптовик», «Радкивка», в которые входило по 17−20 крестьянских хозяйств. В Стеблёве функционировала больница, в которой работали 2 врача, 2 фельдшера, 2 акушерки, 3 медсестры, 4 санитарки. В семилетней трудовой школе 13 учителей учили 515 детей.
В 1928 году в Стеблёве организована первая сельскохозяйственная артель «Двигатель», через год ещё четыре: «Перестройка», «им. Чапаева», «12 лет РККА», «Ударник». Они насчитывали 297 лошадей, 170 волов, 439 коров, 183 свиньи. Впоследствии артели преобразованы в колхозы.

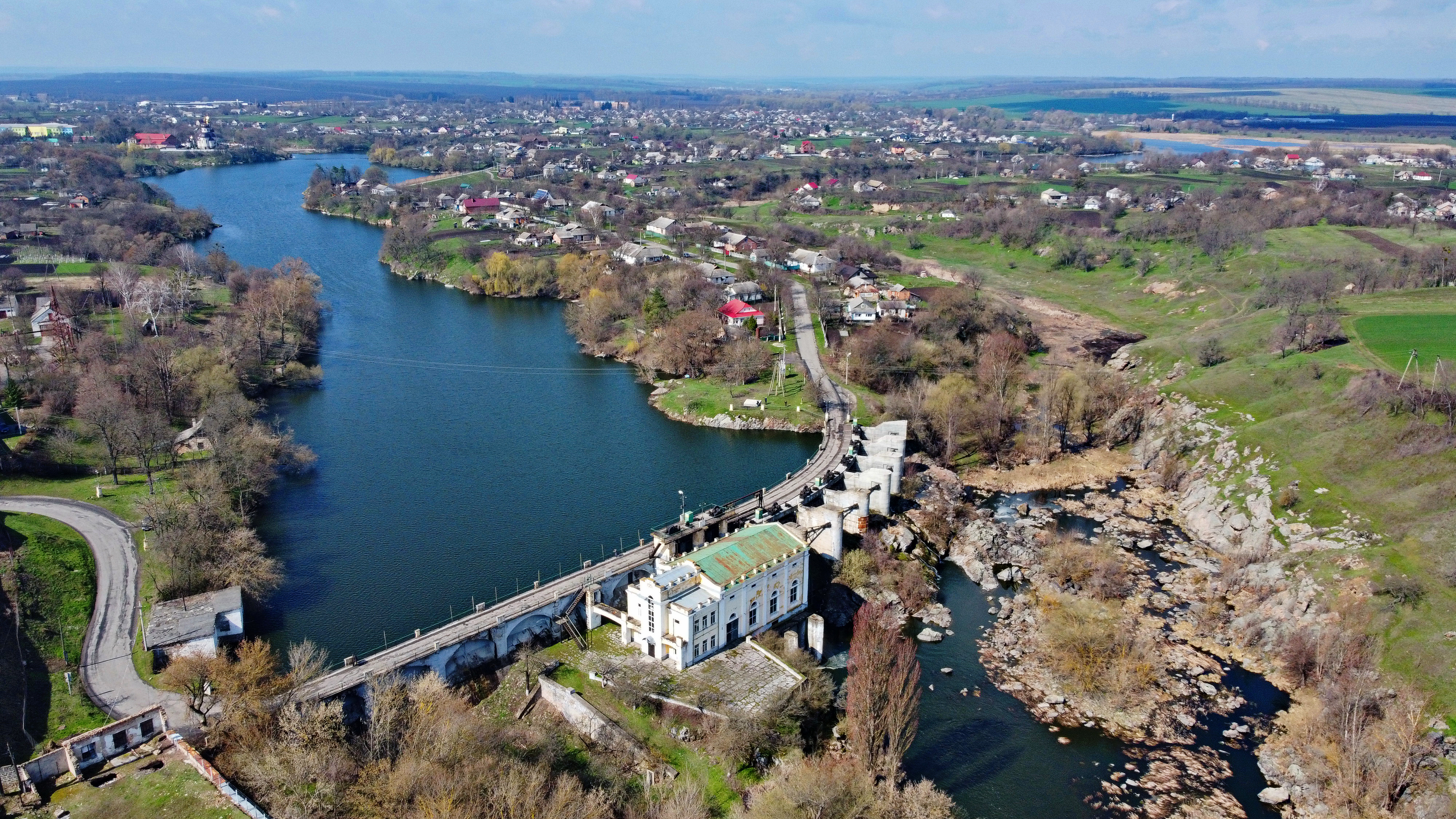
ГЭС на реке Рось

В 1931 году в Стеблёве на Роси развернулось строительство малой гидроэлектростанции (ГЭС), укрепившей экономику района.
В 1932 году открыта межколхозная Стеблёвская машинно-тракторная станция.
По состоянию на 1936 год в Стеблёве работала больница с 5 отделениями: хирургическим, терапевтическим, гинекологическим, родильным, инфекционным. Больных обслуживали 23 медицинских работника. Открылся детский санаторий, дом для престарелых. В средней и семилетней школах работало 38 учителей, училось 800 детей. При МТС были организованы детские ясли.
Во время Великой Отечественной войны с 29 июля 1941 до 16 февраля 1944 Стеблев находился под немецкой оккупацией. 16 февраля 1944 Стеблёв освобождён 861-м стрелковым полком РККА.
В марте 1944 года начали работу шестимесячные курсы подготовки трактористов и электриков для колхозов. В течение 1944−1945 годов стали в строй машинно-тракторная станция, мельница и маслобойня, хлопчатобумажная фабрика, колхозные помещения для животных.
В 1950 году колхозы «Двигатель», «Перестройка» и «Ударник» объединили в одно хозяйство «Путь к коммунизму», к которому в 1959 году присоединился и колхоз «им. Чапаева».
В 1952 году была восстановлена Стеблёвская ГЭС.
В 1953 году открыто профессионально-техническое училище, которое готовило электромонтёров, электриков-связистов, специалистов механизации животноводческих ферм.
В октябре 1960 года Стеблёв получил статус поселка городского типа. В 1968 году здесь был открыт литературно-мемориальный дом-музей И. С. Нечуя-Левицкого. Также здесь действовали хлопчатобумажная фабрика, 12 магазинов, 3 столовые, 8 буфетов, ресторан, хлебопекарня, 3 мастерские бытового обслуживания.
В январе 1989 года численность населения составляла 4763 человека.

### После 1991
В мае 1995 года Кабинет министров Украины утвердил решение о приватизации находившихся здесь ткацкой фабрики и райсельхозтехники.
В мае 2006 года было возбуждено дело о банкротстве завода продовольственных товаров.
На 1 января 2013 года численность населения составляла 3636 человек.

## Достопримечательности

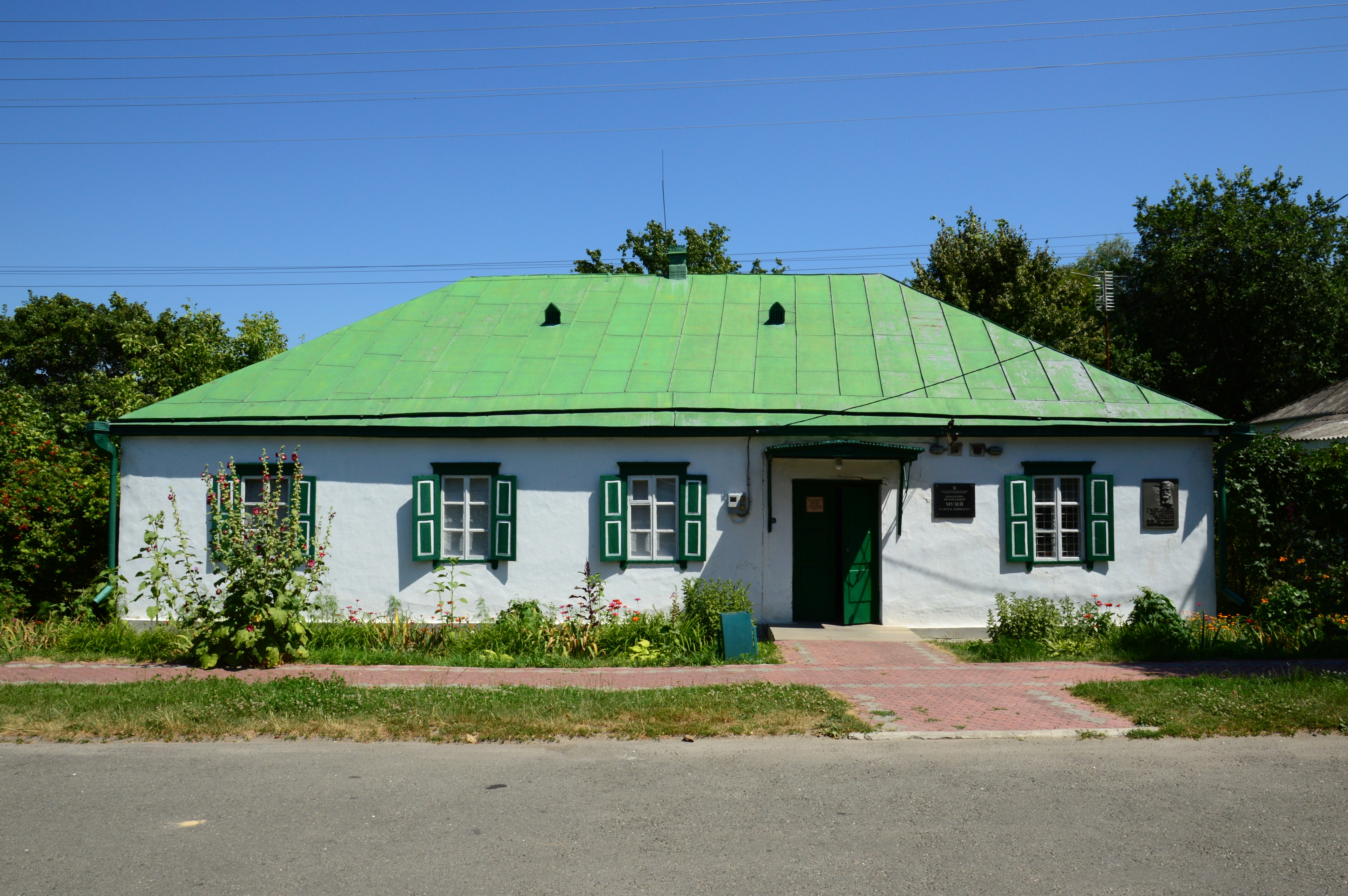
Музей писателя Ивана Нечуя-Левицкого

В посёлке есть мемориальный музей писателя Ивана Нечуя-Левицкого. Также тут располагается Спасо-Преображенский женский монастырь, а с 2009 года реконструируется церковь святителей Левицких.

## Экономика
В посёлке работает мельница, маслобойня, отжимающая подсолнечное масло, текстильная фабрика, малая ГЭС на реке Рось. Также есть профессионально-техническое училище[какое?].

## Транспорт
Посёлок находится в 20 км от железнодорожной станции Корсунь-Шевченковский (на линии Фастов — Цветково)

## Известные уроженцы
- Коркишко, Никита Васильевич (1908—?) — советский военачальник, гвардии полковник.

- Нечуй-Левицкий, Иван Семёнович — писатель, публицист[2].

- Авраменко, Василий Кириллович (1895—1981) — украинский танцовщик, хореограф, режиссёр, актёр и педагог народного танца.